# Amata paradelpha
Amata paradelpha  là một loài bướm đêm thuộc phân họ Arctiinae, họ Erebidae.